# Miguel Indurain

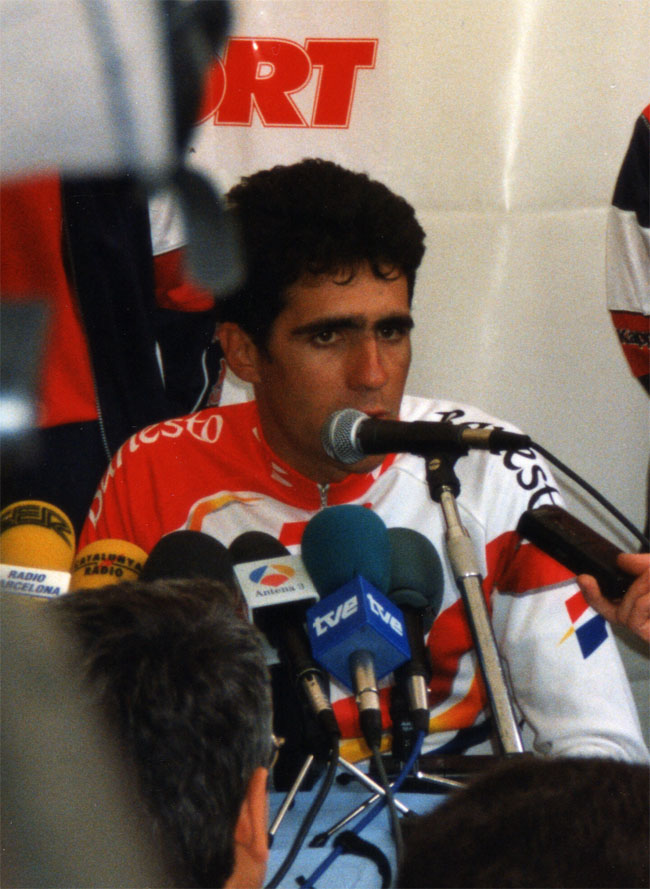
Miguel Indurain tijdens een persconferentie in 1996

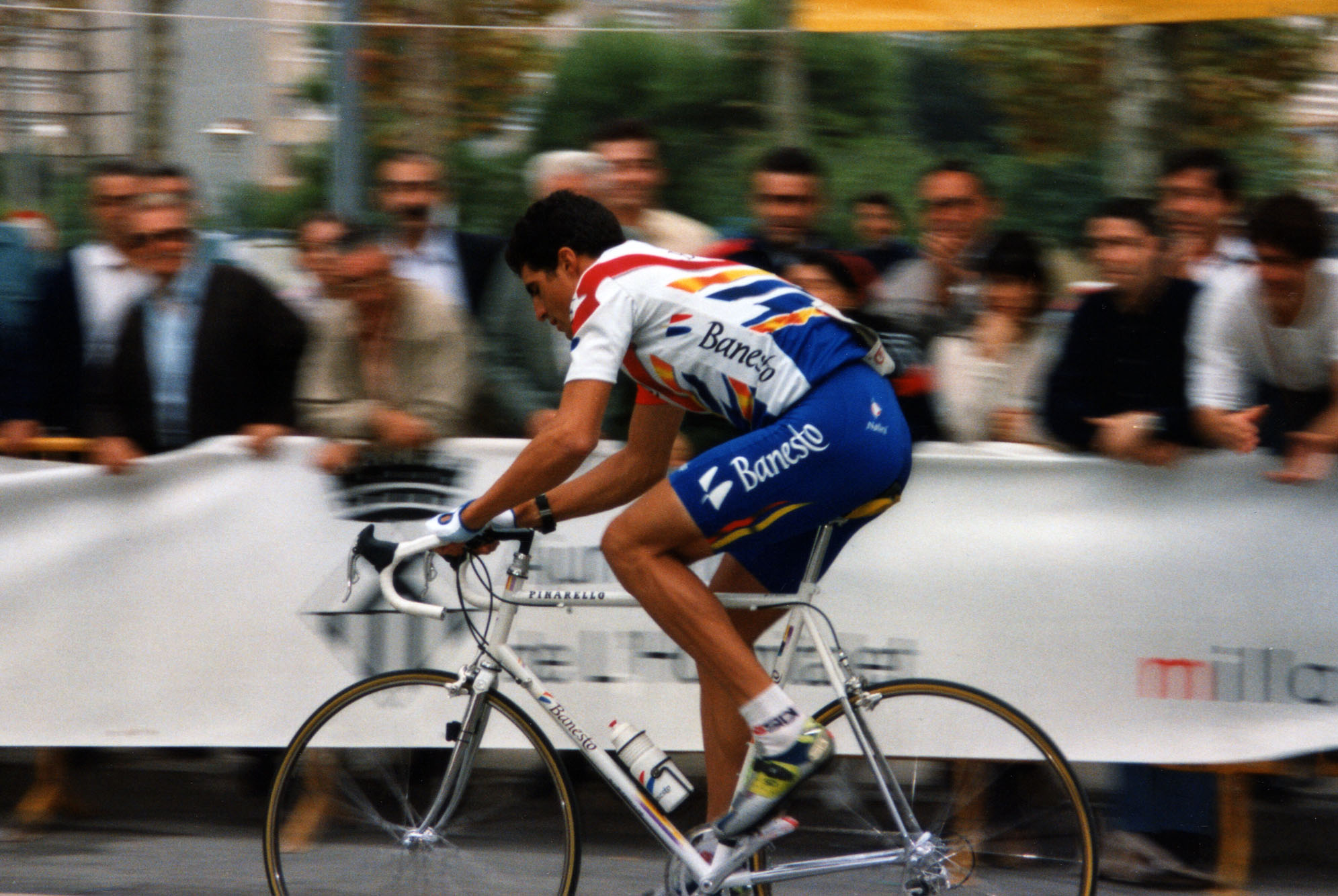
Indurain in 1996

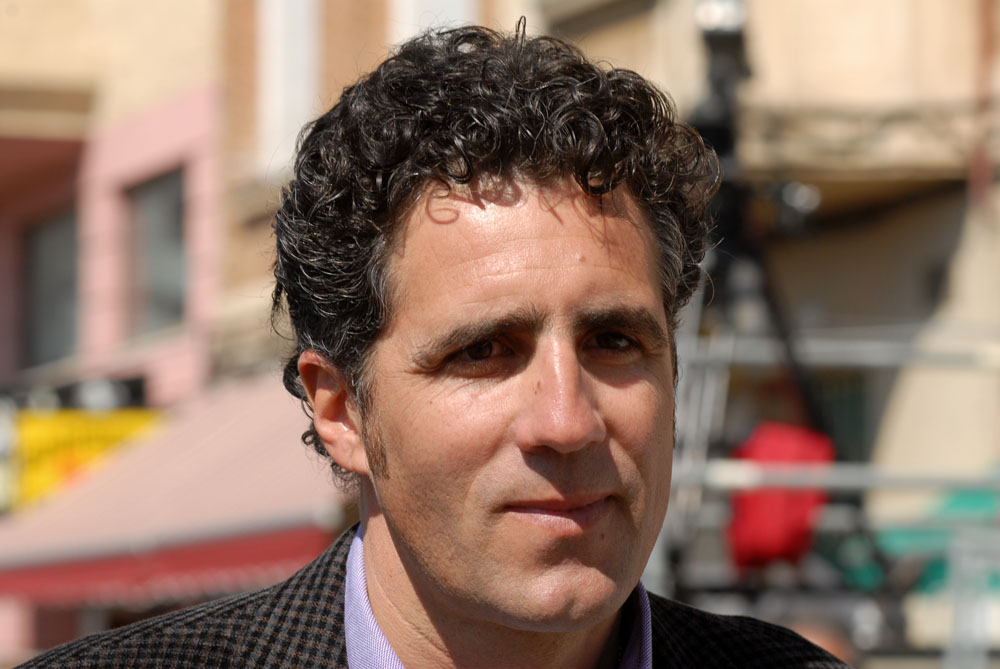
Indurain in 2009

Miguel Indurain Larraya (Villava, 16 juli 1964) is een voormalig Spaans wielrenner. Hij was de vierde wielrenner, na de Fransen Jacques Anquetil en Bernard Hinault en de Belg Eddy Merckx, die erin slaagde vijf maal de Ronde van Frankrijk te winnen: anno 2025 het absolute record. Na het schrappen van de zeven opeenvolgende Tourzeges van Lance Armstrong is hij bovendien de eerste renner, én wederom enige, wat hij al eens was tot 2003, die vijf Tourzeges behaalde zonder onderbreking. Indurain zette deze prestatie neer in de jaren 1991 tot en met 1995.

## Biografie
Miguel Indurain begon zijn professionele wielercarrière in 1984 bij de Reynolds-ploeg. In 1985 reed hij zijn eerste Tour en was hij enkele dagen leider in de Ronde van Spanje. Hij eindigde als eerste in de Tour de l'Avenir in 1986. De daaropvolgende jaren reed hij vooral als meesterknecht van zijn ploeggenoot Pedro Delgado, die in 1988 de Ronde van Frankrijk won.
In 1989 werd Indurain de eerste Spanjaard die Parijs-Nice op zijn naam schreef en won hij zijn eerste etappe in de door Greg LeMond gewonnen Ronde van Frankrijk: een Pyreneeën-etappe met aankomst op Cauterets-Cambasque. Vanaf dat moment kwam zijn carrière in een stroomversnelling. In 1990 won hij onder andere de Clásica San Sebastián en had al de gele trui in Frankrijk kunnen pakken, ware het niet dat hij op kopman Delgado moest wachten.
In 1991 won hij zijn eerste Tour de France door de gele trui na een aanval in de Pyreneeën te veroveren en ook nog twee tijdritten te winnen. Hij eindigde dat jaar ook als tweede in de Ronde van Spanje en won brons op de Wereldkampioenschappen op de weg.
In 1992 schreef Indurain zowel de Giro als de Tour op zijn naam, een prestatie die hij het jaar daarna zou herhalen. Daarmee was hij de eerste renner die La Double (Giro én Tour in één seizoen) tweemaal achter elkaar wist te winnen. Verder werd hij in 1992 kampioen van Spanje op de weg en won hij zilver op het WK van 1993 na Lance Armstrong.
Het werelduurrecord verbeterde Indurain in 1994, al raakte hij dat korte tijd later kwijt aan Tony Rominger. Dat jaar eindigde hij weer als eerste in de Tour, maar moest het in de Giro afleggen tegen de Rus Jevgeni Berzin.
In 1995 won de destijds onverslaanbaar geachte Indurain zijn vijfde en laatste Tour. In Duitama, Colombia werd hij wereldkampioen tijdrijden en eindigde in de wegwedstrijd tweede achter zijn landgenoot Abraham Olano.
In 1996 kwam er een einde aan zijn zegereeks in de Tour de France. Tijdens een ingekorte bergetappe van deze Tour naar Sestriere kon hij de voorste renners niet meer bijhouden. Dit kostte hem de zesde Tourzege. In de volgende bergetappes kreeg hij echter nog spectaculairdere inzinkingen te verduren, zoals de etappe naar Hautacam waar de tegenstand werd weggeblazen door eindwinnaar Bjarne Riis of de etappe met aankomst in Indurains regio Pamplona waar hij met de klap acht minuten verloor en waardoor hij zelfs buiten de eerste tien van de klassering kwam te staan. In het algemeen klassement zou hij als 11e eindigen. Voorts moest Indurain in de Ronde van Spanje van dat jaar voortijdig afstappen. Hij zou de Vuelta nooit winnen. Wel won hij dat jaar nog de Dauphiné Libéré en Olympisch goud op de individuele tijdrit.
In 1997 stopte Miguel Indurain met professioneel wielrennen, na bijna 15 jaar in het profpeloton te hebben rondgereden.
Miguel Indurain is geëerd met een eigen wielerwedstrijd, de Gran Premio Miguel Indurain. Zijn broer Prudencio Indurain heeft hem sinds 1991 in zijn profcarrière bijgestaan.

## Belangrijkste overwinningen
1984
4e etappe Ronde van de Toekomst
1986
Eindklassement Ronde van de Toekomst
proloog en eindklassement Ronde van Murcia
1987
GP Navarra
1e etappe Vuelta a Galega
Eindklassement Ronde van de Drie Mijnvalleien
proloog Ronde van Murcia
1988
6e etappe en eindklassement Ronde van Catalonië
2e etappe Vuelta a Galega
1989
9e etappe Ronde van Frankrijk
Eindklassement Parijs-Nice
3e etappe Critérium International
Eindklassement Critérium International
1990
16e etappe Ronde van Frankrijk
6e etappe en eindklassement Parijs-Nice
Clásica San Sebastián
5e etappe Ronde van Valencia
1991
5e etappe en eindklassement Ronde van Catalonië
8e en 21e etappe Ronde van Frankrijk
Eindklassement Ronde van Frankrijk
2e en 5e etappe Euskal Bizikleta
Eindklassement Ronde van Vaucluse
1992
Spaans Kampioen op de weg, Elite.
Boucles de l'Aulne
Eindklassement Ronde van Catalonië
proloog, 9e en 19e etappe Ronde van Frankrijk
Eindklassement Ronde van Frankrijk
3e en 22e etappe Ronde van Italië
Eindklassement Ronde van Italië
4e etappe Ronde van Romandië
1993
Eindklassement Ronde van Castilië en León
6e etappe Ronde van Murcia
proloog en 9e etappe Ronde van Frankrijk
Eindklassement Ronde van Frankrijk
10e en 19e etappe Ronde van Italië
Eindklassement Ronde van Italië
Clásica a los Puertos de Guadarrama
1994
9e etappe Ronde van Frankrijk
Eindklassement Ronde van Frankrijk
Eindklassement Ronde van Picardië
6e etappe Ronde van Valencia
Werelduurrecord
1995
3e etappe en eindklassement Dauphiné Libéré
 Wereldkampioen tijdrijden
8e en 19e etappe Ronde van Frankrijk
Eindklassement Ronde van Frankrijk
Eindklassement Ronde van Galicië
1e etappe en eindklassement Ronde van La Rioja
Eindklassement Midi Libre
GP Moskou
1996
5e en 6e etappe Dauphiné Libéré
Eindklassement Dauphiné Libéré
Olympische Zomerspelen, individuele tijdrit
proloog, 4e etappe en eindklassement Ronde van Alentejo
5e etappe en eindklassement Euskal Bizikleta
1e etappe en eindklassement Ronde van Asturië

## Resultaten in voornaamste wedstrijden
| Jaar | Ronde van Italië | Ronde van Frankrijk | Ronde van Spanje |
| ---- | ---------------- | ------------------- | ---------------- |
| 1985 |                  | opgave              | 84e              |
| 1986 |                  | opgave              | 92e              |
| 1987 |                  | 97e                 | opgave           |
| 1988 |                  | 47e                 | opgave           |
| 1989 |                  | 17e (1)             | opgave           |
| 1990 |                  | 10e (1)             | 7e               |
| 1991 |                  | ↑ (2)               | ↑                |
| 1992 | ↑ (2)            | ↑ (3)               |                  |
| 1993 | ↑ (2)            | ↑ (2)               |                  |
| 1994 | ↑                | ↑ (1)               |                  |
| 1995 |                  | ↑ (2)               |                  |
| 1996 |                  | 11e                 | opgave           |

| Jaar | Milaan-San Remo | Amstel Gold Race | Luik-Bast.‑Luik | Waalse Pijl | Clásica San Sebastián |  | WK op de weg |  | Wereldranglijsten |
| ---- | --------------- | ---------------- | --------------- | ----------- | --------------------- |  | ------------ |  | ----------------- |
| 1985 |                 |                  |                 |             |                       |  |              |  |                   |
| 1986 |                 |                  |                 |             |                       |  |              |  |                   |
| 1987 |                 |                  |                 |             |                       |  | 64e          |  |                   |
| 1988 |                 |                  |                 | 40e         | 6e                    |  |              |  | 52e (UWB)         |
| 1989 | 42e             |                  | 10e             | 7e          | 36e                   |  |              |  | 77e (UWB)         |
| 1990 |                 | 19e              | 12e             | 4e          | ↑                     |  | 12e          |  |                   |
| 1991 | 125e            |                  | 4e              | 17e         | 14e                   |  | ↑            |  |                   |
| 1992 | 167e            |                  |                 |             |                       |  | 6e           |  |                   |
| 1993 | 123e            | 72e              | 51e             |             |                       |  | ↑            |  |                   |
| 1994 | 31e             |                  |                 |             | 41e                   |  |              |  |                   |
| 1995 | 132e            | 31e              |                 |             | 9e                    |  | ↑            |  |                   |
| 1996 | 115e            | 26e              |                 |             | 12e                   |  |              |  |                   |

1996: Miguel Indurain ·
2000: Vjatsjeslav Jekimov ·
2004: Vjatsjeslav Jekimov ·
2008: Fabian Cancellara ·
2012: Bradley Wiggins ·
2016: Fabian Cancellara ·
2020: Primož Roglič ·
2024: Remco Evenepoel
Wielerploegen van Miguel Induráin
Aja ·
Arenas ·
Arroyo ·
Delgado ·
Fernández ·
García ·
González ·
Gastón ·
Gorospe ·
Greciano ·
C. Hernández ·
J. Hernández ·
Indurain ·
Laguía ·
Prieto ·
Vilamajo ·
Zúñiga
Aja (tot 01/10) ·
Arenas ·
Chozas ·
Fernández ·
González ·
Gastón ·
J. Gorospe ·
R. Gorospe ·
C. Hernández ·
J. Hernández ·
Ibañez ·
Indurain ·
Laguía ·
Navarro ·
Ovando ·
Prieto
Arnaud ·
Arroyo ·
Cabrera ·
Carrera ·
Fernández ·
Gomez ·
J. Gorospe ·
R. Gorospe ·
Greciano ·
Guay ·
C. Hernández ·
J. Hernández ·
Indurain ·
Laguía ·
Myyryläinen ·
Navarro ·
Pineau ·
Prieto
Arnaud ·
Arroyo ·
Cabrera ·
Carrera ·
H. Díaz ·
P. L. Díaz ·
J. Gorospe ·
R. Gorospe ·
Guay ·
Hernández ·
Indurain ·
Mauri ·
Myyryläinen ·
Ocaña ·
Pacheco ·
Pineau ·
Sabbiao
Arnaud ·
Arroyo ·
Carrera ·
Delgado ·
H. Díaz ·
P. L. Díaz ·
J. Gorospe ·
R. Gorospe ·
J. Hernández ·
O. Hernández ·
Indurain ·
Laguía ·
Lukin ·
Mauri ·
Myyryläinen ·
Palacio ·
Rodríguez ·
Sabbiao
Arnaud ·
Arroyo (tot 15/06) ·
Carrera ·
de Las Cuevas ·
Delgado ·
González ·
Gonzalo ·
J. Gorospe ·
R. Gorospe ·
Indurain ·
Laguía ·
Lukin ·
Mauri ·
Palacio ·
Rodríguez ·
Rondón ·
Sabbiao
Alonso ·
Arnaud ·
Carrera ·
de Las Cuevas ·
Delgado ·
Garmendia ·
González ·
Gonzalo ·
J. Gorospe ·
R. Gorospe ·
Indurain ·
Lukin ·
Martín ·
Martínez ·
Mujika ·
Rodríguez ·
Rondón ·
San Román ·
Santamaría ·
Uriarte
Alonso ·
Arnaud ·
Bernard ·
de Las Cuevas ·
de Santos ·
Delgado ·
Fuchs ·
Garmendia ·
J. Gorospe ·
R. Gorospe ·
M. Indurain ·
P. Indurain ·
Lazpiur ·
Lezaun ·
Lukin ·
Mujika ·
Martínez ·
Pacheco ·
Philipot ·
Rodríguez ·
Rondón ·
San Román ·
Santamaría ·
Uriarte
Alonso ·
Bernard ·
de Las Cuevas ·
de Santos ·
Delgado ·
Fuchs ·
Garmendia ·
J. Gorospe ·
R. Gorospe ·
M. Indurain ·
P. Indurain ·
Lazpiur ·
Lezaun ·
Lukin ·
Philipot ·
Rodríguez ·
San Román ·
Santamaría ·
Uriarte
Alonso ·
Arrieta ·
Bernard ·
de Las Cuevas (tot 30/06) ·
de Santos ·
Delgado ·
García ·
Garmendia ·
J. Gorospe ·
R. Gorospe ·
Heulot ·
M. Indurain ·
P. Indurain ·
Jiménez ·
Lazpiur ·
Lezaun ·
López ·
Philipot ·
Rodríguez ·
Rué ·
San Román ·
Santamaría ·
Uriarte ·
Casero (stagiair)
Alonso ·
Aparicio ·
Arrieta ·
Bernard ·
Casero ·
Crespo ·
de Santos ·
Delgado ·
D. García ·
Garmendia ·
González ·
Gorospe ·
Heulot ·
M. Indurain ·
P. Indurain ·
Jiménez ·
López ·
Martín ·
Mauri ·
Miranda ·
Montoya ·
Nijboer ·
Rué ·
Uriarte ·
J. A. Zarrabeitia ·
M. Zarrabeitia ·
Blanco (stagiair) ·
J. V. Garcia (stagiair) ·
Pascual (stagiair) 
Alonso ·
Aparicio ·
Arrieta ·
Blanco ·
Casero ·
Crespo ·
Davy ·
de Santos ·
D. García ·
J. V. Garcia ·
Garmendia ·
González ·
Hampsten ·
Heulot ·
M. Indurain   ·
P. Indurain ·
Jiménez ·
López ·
Miranda ·
Montoya ·
Nijboer ·
Rué ·
Uriarte ·
Zarrabeitia
Alonso ·
Aparicio ·
Arrieta ·
Blanco ·
Casero ·
Davy (tot 15/10) ·
Garcia ·
González ·
Hunt ·
M. Indurain     ·
P. Indurain ·
Jiménez ·
Miranda ·
Nazon (tot 31/08) ·
Nijboer ·
Rodrigues ·
Uriarte
- Biblioteca Nacional de España: XX953346
- Bibliothèque nationale de France: cb124961837 (data)
- Gemeinsame Normdatei: 119409445
- International Standard Name Identifier: 0000 0001 0598 0851
- Library of Congress Control Number: n93077779
- Bibliotheek van het Japanse parlement: 00649747
- Nederlandse Thesaurus van Auteursnamen: 138395004
- Système universitaire de documentation: 232357471
- Virtual International Authority File: 20490151
- WorldCat: E39PBJpPHT96gkVXmwMq77XWXd